# Austin Healey
Pour la marque automobile, voir Austin-Healey.
Pour les articles homonymes, voir Healey.
Pas d'image ? Cliquez ici

a Compétitions nationales et continentales officielles uniquement.

b Matchs officiels uniquement.
Dernière mise à jour le 10 novembre 2021.
Austin Sean Healey, né le 26 octobre 1973 à Wallasey, est un joueur de rugby anglais jouant à presque tous les postes des lignes arrière. Il défendit les couleurs de l'Angleterre et des Lions britanniques. 
Il connut pas moins de 51 capes internationales avec l'Angleterre et 2 avec les Lions. Il a joué pour le XV de la Rose au poste de 9 (demi de mêlée), de 10 (demi d'ouverture) et d'ailier (11 et 14), et il était souvent sélectionné comme un joueur utile car mobile (ou même remplaçant) à cause de sa polyvalence.

## Biographie
Il a fait ses études à St Anselm’s College, Birkenhead et à Leeds Metropolitan University. Austin a joué pour la sélection d'Angleterre des moins de 21 ans en 1992 et il évolua pour l'Angleterre A et les Barbarians lors de la tournée au Japon. 
Healey, au départ, avait muté d'Orrell à Leicester, comme demi de mêlée. Mais il avait aussi évolué à chaque aile (11 et 14) et même no  13 (trois-quarts centre extérieur) pour le club d'Orrell. 
Il connut sa première cape internationale avec l'Équipe d'Angleterre de rugby à XV contre l'Irlande pendant le Tournoi des cinq nations 1997, et il participa à la tournée des Lions 1997, faisant deux apparitions.
Il a participé à quatre tournois entre 1998 et 2002 et il a été un joueur cadre à la coupe du monde de rugby 1999. Pendant la saison 1999-2000, il a été élu à la fois Homme de la Saison de Leicester Tigers et du championnat d'Angleterre de rugby.
L'entraîneur de Leicester Bob Dwyer le fit évoluer à l'aile pour pouvoir mettre à la mêlée le Fidjien Waisale Serevi, celui-ci connaissant de grandes délicatesses dans son jeu d'ailier comme défenseur. Aussi Healey se retrouva sélectionné comme ailier pour l'Angleterre.
Après une blessure du demi d'ouverture titulaire le Sud-Africain Joël Stransky, et le peu de satisfaction que donnèrent Pat Howard et Andy Goode à remplir ce poste, Healey s'imposa comme la solution au poste de demi d'ouverture.

À ce poste toutefois, il ne pouvait pas s'imposer au niveau international, sa seule apparition à l'ouverture eut lieu lors de la tournée en 2000 en Afrique du Sud lors du premier test, Jonny Wilkinson étant indisposé pour un empoisonnement alimentaire.
En 2001, il fit la différence pendant la finale de la Coupe d'Europe de rugby à XV 2000-2001 qui entraîna l'essai victorieux. Healey avait commencé le match comme demi de mêlée (9) avec Andy Goode comme 10, mais il occupa le poste de demi d'ouverture dans les dernières minutes. Il inscrivit le second essai contre Munster lors de l'édition suivante quand les Tigers remportèrent à nouveau la finale.
Son excellente saison avec les Tigers pendant l'année 2001, avait été récompensée par une titularisation avec l'équipe nationale pour le Tournoi des Six Nations, et il fut retenu dans le groupe des Lions qui fit une tournée en Australie

## Palmarès

### En équipe nationale
- 51 sélections avec l'équipe d'Angleterre
- Sélections par année : 7 en 1997, 11 en 1998, 7 en 1999, 9 en 2000, 8 en 2001, 8 en 2002, 1 en 2003
- Tournois des cinq ou six nations disputés : 1997, 1998, 2000, 2001, 2002
- Vainqueur du tournoi en 2000, 2001

### En club
- Champion d'Angleterre. : 1995, 1999, 2000, 2001, 2002
- Vainqueur de la Coupe d'Angleterre : 1993, 1997
- Vainqueur de la Coupe d'Europe : 2001, 2002
- Finaliste de la Coupe d'Europe : 1997